# O Conde Zebra
O Conde Zebra foi uma telenovela brasileira produzida e exibida pela extinta TV Tupi entre 8 de novembro e 28 de dezembro de 1973, às 20:30 horas, em 44 capitulos.
Foi escrita por Sérgio Jockyman e dirigida por Luiz Gallon.
Dos 44 capítulos originariamente exibidos, apenas 2 foram preservados, estando atualmente sob a guarda da Cinemateca Brasileira.

## Sinopse
Vitório Testada enriquece com a loteria esportiva. E, de feirante, passa a assumir a posição de conde.
Quem mais sofre é sua namorada Sincerina, principalmente com o assédio dos familiares e amigos. O que importa para ela é o amor de Vitório, e a fortuna não consegue lhe tirar a simplicidade de moça pobre, vendedora de flores.

## Produção
Foi a segunda telenovela do recém estreado horário das 20:30. Bastante focada no humor, a trama teve a missão de aumentar a audiência do horário deixada por A Volta de Beto Rockfeller.
Porém a trama não teve sequer tempo de ser desenvolvida à fundo. Ainda em novembro de 1973, o ator Otelo Zeloni foi diagnosticado com um tumor cerebral. Isso fez com que a saúde do ator ficasse rapidamente debilitada.
Devido ao agravamento do quadro de saúde do ator e temendo uma piora, a Tupi decidiu tirar a novela do ar sem desfecho, no dia 28 de dezembro de 1973. O ator Otelo Zeloni morreu na manhã do dia seguinte, acabando com qualquer possibilidade de retornar com a história. O horário ficou ocupado com reprises até fevereiro de 1974, quando estreou O Machão, do mesmo autor.

## Elenco
- Otelo Zeloni - Vitório Testada / Dom Vespasiano Testardo / Conde Zebra
- Ruthinéia de Moraes - Sincerina
- Renato Consorte - Honorário
- Alceu Nunes - Hipócrito
- Yara Lins - Dolorosa
- Sebastião Campos - Tatá Champignon
- Older Cazarré - Valfrido
- Dante Ruy - Al Cabrone
- Lilian Fernandes
- Tereza Teller - Falsetta
- Flamíneo Fávero